# Frans Sammut
Frans Sammut, malteški pisatelj in esejist, * 19. november 1945, Żebbuġ, Malta, † 4. maj 2011.

## Življenje
Obiskoval je v osnovno šolo v rojstnem Żebbuġ, St. Aloysius College (internat za dečke), učiteljišče St. Michael, Univerzo Malte (diploma iz teologije, magisterij iz pedagoških znanosti) in univerzo v Perugii (diploma iz poučevanja italijanščine za tujce).
Uveljavljati se je začel v poznih šestdesetih letih dvajsetega stoletja, ko je soustanovil gibanje Moviment Qawmien Letterarju (Gibanje za literarno oživitev). Kasneje je bil sekretar malteške jezikovne akademije (Akkademja tal-Malti). 
Leta 2010 je bil izvoljen za člana mednarodnega napoleonskega združenja.
Svojo kariero je zaključil v šolstvu kot ravnatelj, med letoma 1996 in 1998 pa je bil svetovalec za kulturo malteškega predsednika vlade. Poročen je bil s Catherine Cachia. Imel je dva sinova, Marka in Jean-Pierra. 

## Delo
Objavil je številna dela, vključno s prodajnimi uspešnicami Il-Gaġġa (Kletka), ki je bila literarna predloga za film Gaġġa iz leta 1971 režiserja Maria Philipa Azzopardija,, Samuraj, ki je prejel nagrado Rothmans, Paceville, ki je prejel literarno nagrado vlade, in Il-Holma Maltija (Malteški sen), za katerega je literarni kritik Norbert Ellul-Vincenti napisal, da v malteški književnosti ni ničesar, ki bi imelo tako veličino. Nekdanji predsednik vlade in dramatik Alfred Sant je menil, da gre za Sammutovo mojstrovino, britanska pisateljica in pesnica Marjorie Boulton pa je izjavila, da gre za „imenitno delo“.
Sammut je objavil tudi zbirke črtic: Labirint (Labirint), Newbiet (Letni časi), and Hrejjef Zminijietna (Zgodbe našega časa).
Med njegova neleposlovna dela sodijo Ir-Rivoluzzjoni Franciza: il-Grajja u t-Tifsira (Francoska revolucija: zgodovina in pomen), Bonaparti f'Malta (Bonaparte na Malti), katere francoski prevod, Bonaparte à Malte, je izšel leta 2008, in  On The Da Vinci Code (O Da Vincijevi šifri) (2006), dvojezični (angleško–malteški) komentar te mednarodne prodajne uspešnice. Uredil je tudi Lexicon Mikiela Antona Vassallija. Vassalli (umrl leta 1829) velja za očeta malteškega jezika. Leta 2006 je izšel Sammutov prevod Vassallijevega dela Motti, Aforismi e Proverbii Maltesi z naslovom Ghajdun il-Ghaqal, Kliem il-Gherf u Qwiel Maltin. Leta 2006 je njegovo delo Il-Holma Maltija (v prevodu La Malta Revo) predstavljal Malto v zbirki klasičnih literarnih del v esperantu, ki je izšla pri njujorški založbi Mondial Books. Leta 2008 je bila njegova „Kletka“ petič ponatisnjena. Leta 2009 je Sammut predstavil revolucionarno reinterpretacijo poezije Pietruja Caxaruja Xidew il-qada (znane tudi kot Il cantilena), najstarejšega zapisa v malteščini.
Sammut je prevedel pomembna gledališka dela: Racinovo Fedro (1978) in dramo „Na dnu“ Maksima Gorkija, obe uprizorjeni v gledališču Manoel Theatre v režiji pesnika Maria Azzopardija.
Nekdanji rektor Univerze na Malti, profesor filozofije, predvsem pa malteški intelektualec Peter Serracino Inglott je izjavil:
Sammutova genialnost je bila v tem, da je s spretnostjo Voltairjevega dvornega norčka znal spremeniti zgodovinski lik v neko vrsto utelešenja  ironične in pretirane maske. Bralec uživa ob skriti plati osebnosti, na katere navadno gledano z neizmernim strahospoštovanjem. Bralec se z razumevanjem nasmehne njihovim dvomom, napakam in izgovorom. Stilski premik z zgodovinske pripovedi na leposlovje je morda največji izziv, s katerim se lahko spopade prevajalec.

## Poslednje besede
Znamenite poslednje besede Fransa Sammuta so bile: »Žena in jaz bi morala iti v Jeruzalem, vendar mislim, da se je načrt spremenil. Zdaj odhajam v nebeški Jeruzalem.«
Serracino Inglott se je tako odzval na te besede: »Tedaj sem spoznal, da so včasih solze in smeh zamenljive.«